# Waterpolo als Jocs Olímpics d'estiu de 2004
Als Jocs Olímpics d'Estiu de 2004 celebrats a la ciutat d'Atenes (Grècia) es disputaren dues proves de waterpolo, una en categoria masculina i una altra en categoria femenina. La competició es desenvolupà entre els dies 15 i 29 d'agost de 2004 al Centre Aquàtic Olímpic.

## Comitès participants
Hi participaren un total de 255 jugadors, entre ells 154 homes i 101 dones, de 13 comitès nacionals diferents:
| Categoria masculina - Alemanya - Austràlia - Croàcia - Egipte - Espanya - Grècia - Hongria - Itàlia - Kazakhstan - Rússia - Sèrbia i Montenegro | Categoria femenina - Austràlia - Canadà - Estats Units - Grècia - Hongria - Itàlia - Kazakhstan - Rússia |

## Resum de medalles
| Prova                     | Or | Argent | Bronze |
| Waterpolo masculí Detalls | HongriaTibor Benedek · Péter Biros · Rajmund Fodor · István Gergely · Tamás Kásás · Gergely Kiss · Norbert Madaras · Tamás Molnár · Ádám Steinmetz · Barnabás Steinmetz · Zoltán Szécsi · Tamás Varga · Attila Vári           | Sèrbia i MontenegroAleksandar Ćirić · Vladimir Gojković · Danilo Ikodinović · Viktor Jelenić · Predrag Jokić · Nikola Kuljača · Slobodan Nikić · Aleksandar Šapić · Dejan Savić · Denis Šefik · Petar Trbojević · Vanja Udovičić · Vladimir Vujasinović                   | RússiaRoman Balashov · Revaz Chomakhidze · Alexander Yerishev · Alexander Fedorov · Serguei Garbouzov · Dmitry Gorshkov · Nikolay Kozlov · Nikolai Maximov · Andrei Reketchinski · Dmitri Stratan · Vitaly Yurchik · Marat Zakirov · Irek Zinnurov |
| Waterpolo femení Detalls  | ItàliaFrancesca Conti · Martina Miceli · Carmela Allucci · Silvia Bosurgi · Elena Gigli · Manuela Zanchi · Tania di Mario · Cinzia Ragusa · Giusy Malato · Alexandra Araujo · Maddalena Musumeci · Melania Grego · Noemi Toth | GrèciaGeorgia Ellinaki · Dimitra Asilian · Antiopi Melidoni · Angeliki Karapataki · Kyriaki Liosi · Stavroula Kozompoli · Aikaterini Oikonomopoulou · Antigoni Roumpesi · Evangelia Moraitidou · Eftychia Karagianni · Georgia Lara · Antonia Moraiti · Anthoula Mylonaki | Estats UnitsJacqueline Frank · Heather Petri · Ericka Lorenz · Brenda Villa · Ellen Estes · Natalie Golda · Margaret Dingeldein · Kelly Rulon · Heather Moody · Robin Beauregard · Amber Stachowski · Nicolle Payne · Thalia Munro                 |

## Medaller
| Posició | País                | Or | Argent | Bronze | Total |
| 1       | Hongria             | 1  | 0      | 0      | 1     |
| 1       | Itàlia              | 1  | 0      | 0      | 1     |
| 3       | Grècia              | 0  | 1      | 0      | 1     |
| 3       | Sèrbia i Montenegro | 0  | 1      | 0      | 1     |
| 5       | Estats Units        | 0  | 0      | 1      | 1     |
| 5       | Rússia              | 0  | 0      | 1      | 1     |